# Impfzentrum

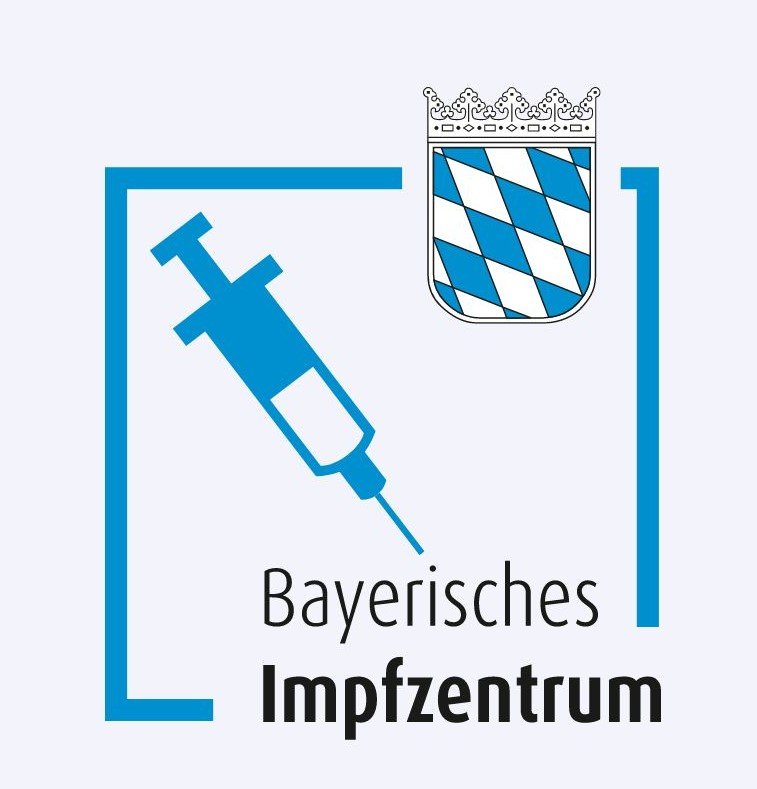
Beispiel: Bayernweite Logografie für das Impfzentrum Bayern während der COVID-19-Pandemie in Bayern (2021)

Ein Impfzentrum [ˈɪmp͡fˈt͡sɛntʁʊm] ⓘ ist eine Einrichtung, die zur Pandemieprävention oder während einer Pandemie dazu dient, eine große Zahl von Menschen gegen eine Krankheit zu impfen.

## Geschichte

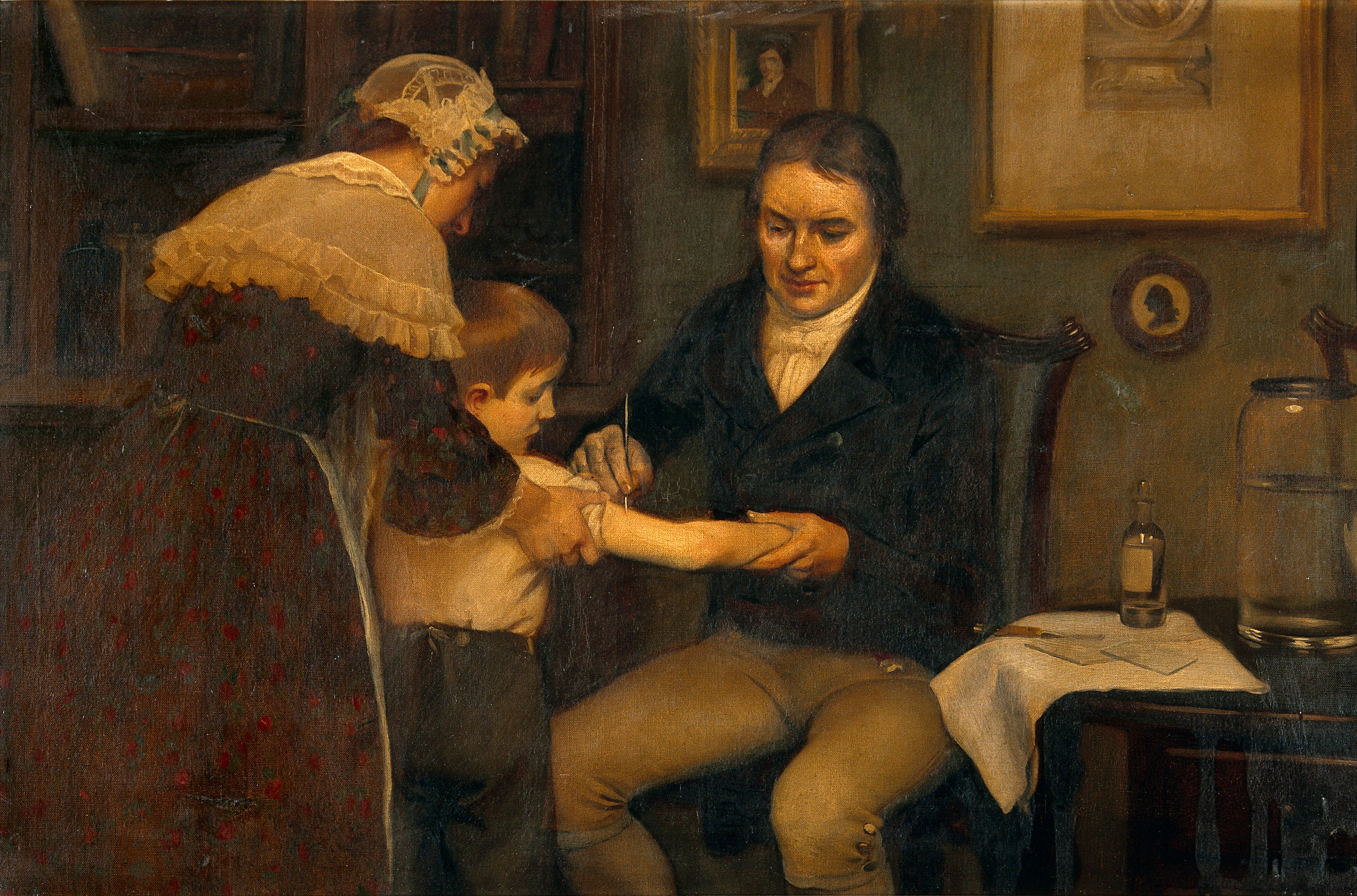
Impfung per Hautritz-Methode durch den Pockenschutzimpfungspionier Edward Jenner

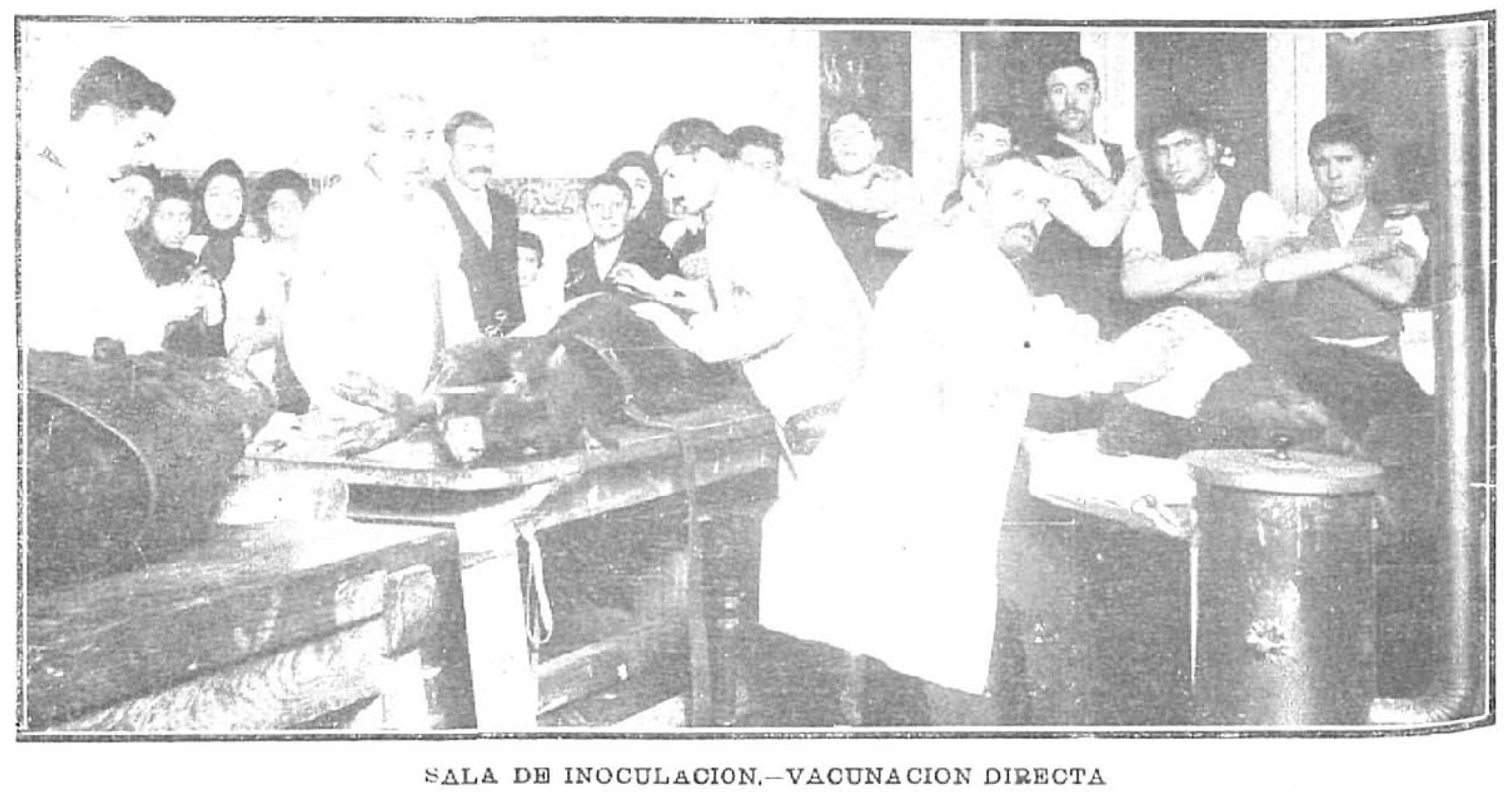
Impfung im Impfzentrum per Inokulation, 1903

Nachdem Edward Jenner im Jahr 1796 die Impfung gegen Pocken durch Inokulation mit den Kuhpocken entdeckt und 1798 zur Anwendung gebracht hatte, entstanden Anfang des 19. Jahrhunderts in England Impfzentren dafür.
Im Dezember 1800 wurde auf Veranlassung von Erzherzogin Maria Theresia am Rennweg in Wien ein Impfzentrum zur Impfung gegen Pocken mittels Hautritz-Methode errichtet, bei der Kuhpocken-Serum in die Wunde eingebracht wurde und so die Wiener Bevölkerung massenhaft geimpft werden konnte.
1803 ordnete der spanische König Karl IV die königliche philanthropische Impfstoff-Expedition an, um Impfzentren für Kinderimpfungen gegen Pocken mittels Inokulation in den spanischen Kolonien in Amerika aufzubauen. damit wurde der spanische Arzt Francisco Javier de Balmis beauftragt. Hierzu wurden während der Schiffsüberfahrt Waisenkinder, um die sich die Krankenschwester Isabel Zendal Gómez kümmerte, mit Kuhpockenlebendviren nacheinander infiziert, um die Lebendimpfung aus den Kuhpocken-Pusteln auch in Amerika durchführen zu können. Dieses wurde an den Küsten von Venezuela, Kuba,  Mexiko, Philippinen und China durchgeführt. Der mitreisende Arzt José Salvany y Lleopart kümmerte sich um die Einrichtung von Impfzentrum im Landesinneren von Südamerika, Kolumbien, Ecuador, Peru, Bolivien und durch seinen Stellvertreter Manuel Granates nach Chile.
1857 wurde von Itō Gemboku bereits ein Impfzentrum im japanischen Edo, dem heutigen Tokio, aufgebaut, um mit aus Holland bezogenem Pockenimpfstoff gegen die Pocken zu impfen. Das Impfzentrum des Hygiene-Institutes in Hamburg wurde 1872 anlässlich einer großen Pockenepidemie als Staatsimpfanstalt gegründet. In Havana auf Kuba wurde 1878 ein Impfzentrum aufgebaut. Weitere Impfzentren wurden in Matanzas und Cardenas eingerichtet. Ende des 19. Jahrhunderts gab es in Frankreich ebenfalls Impfzentren, um gegen Pocken zu impfen.

## Impfzentren im Zuge der COVID-19-Pandemie

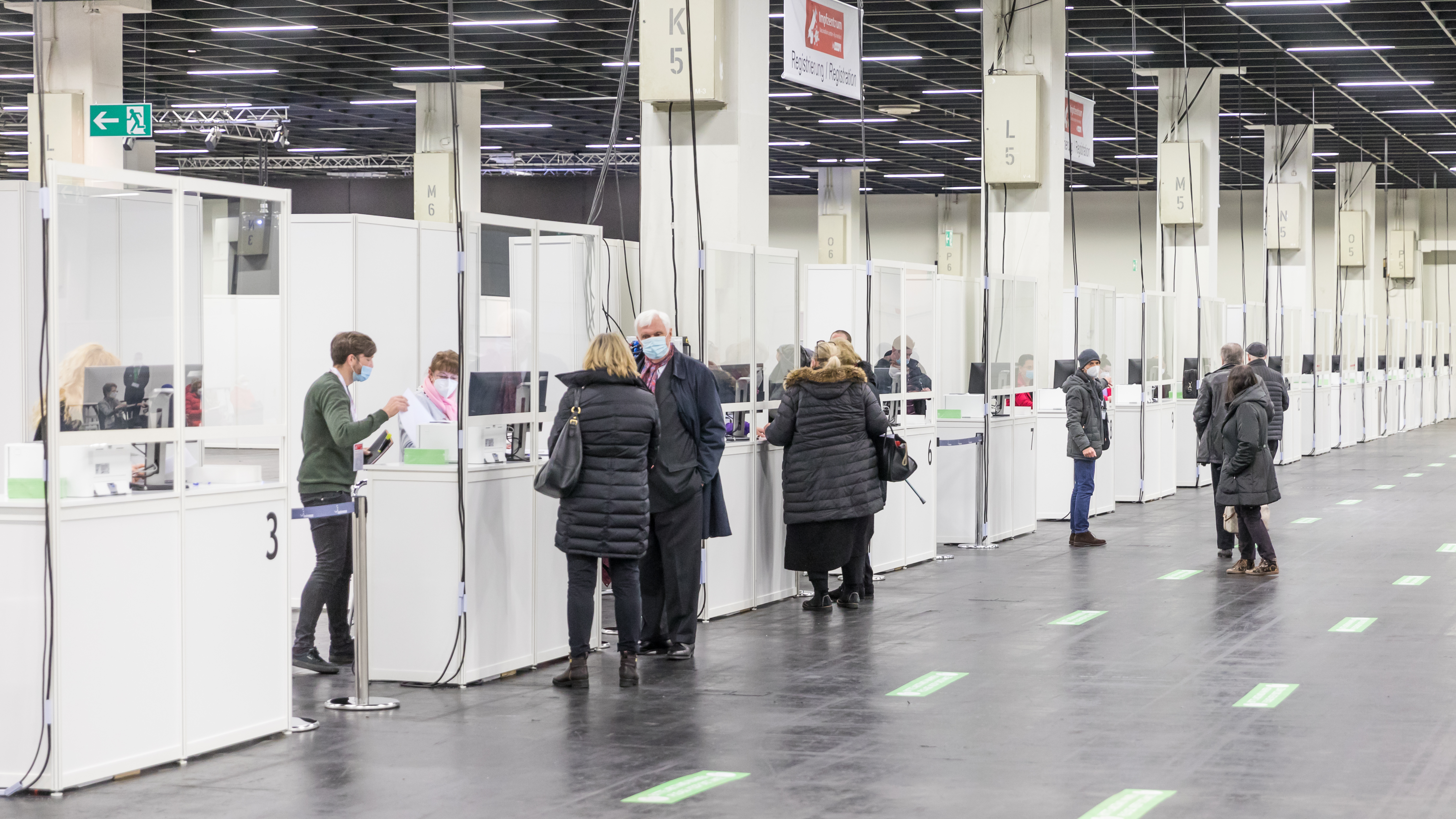
Impfzentrum auf dem Kölner Messegelände, Anmeldung

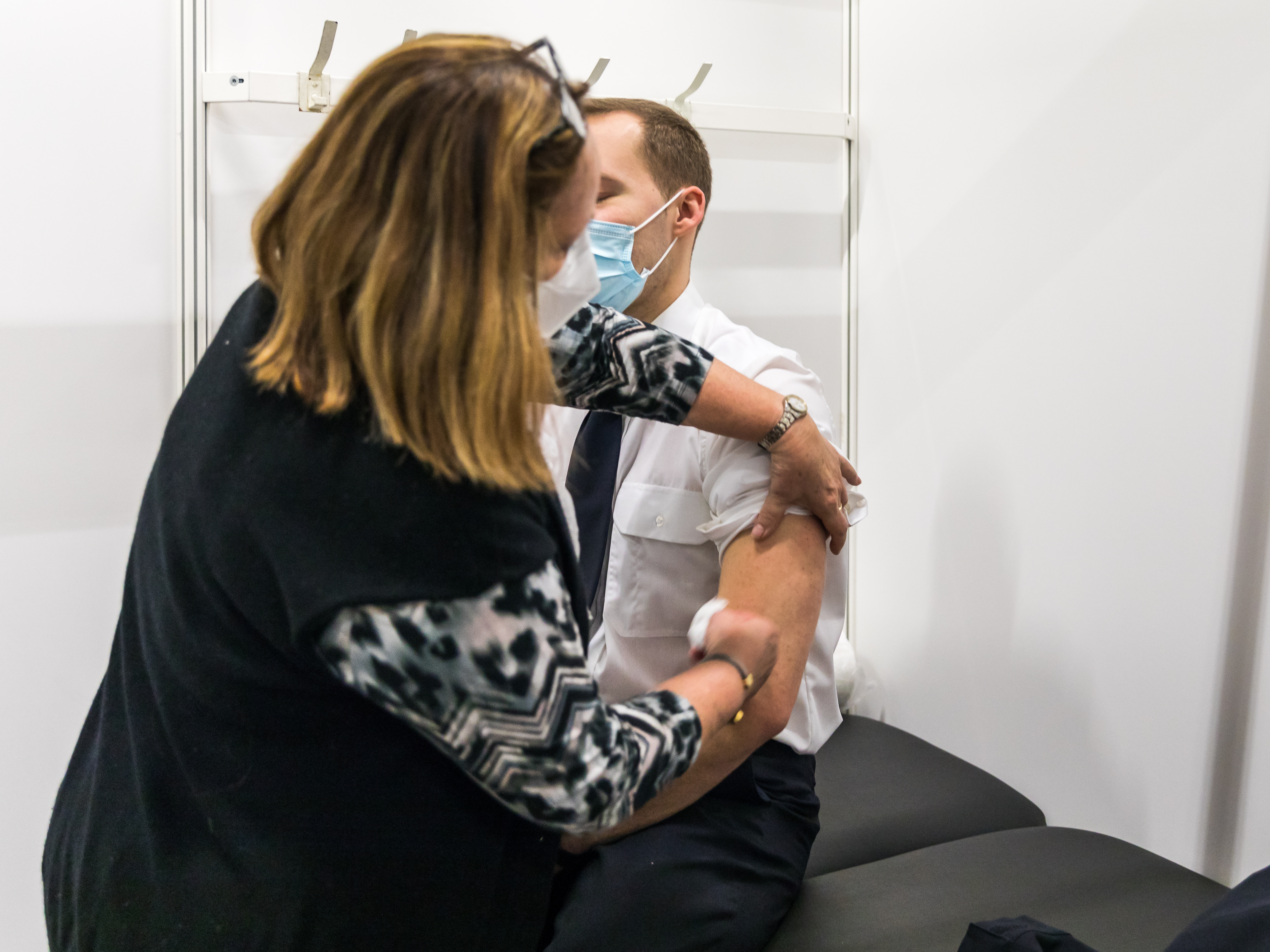
Impfung auf dem Kölner Messegelände, Impfung in der Impfkabine

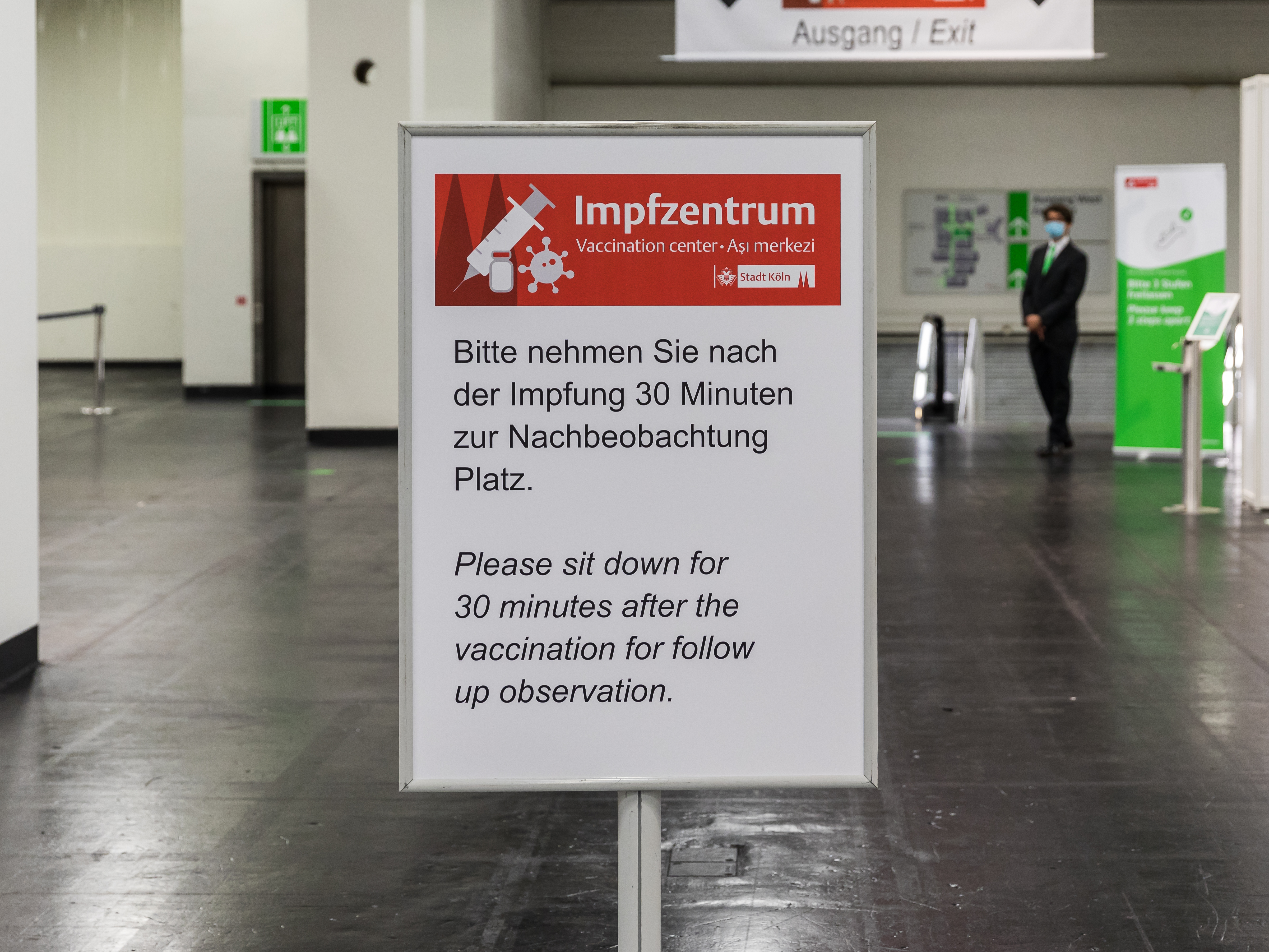
Impfzentrum auf dem Kölner Messegelände, Wartebereich

Während der COVID-19-Pandemie entstanden Impfzentren, die dazu dienten, eine große Zahl von Menschen gegen SARS-CoV-2 zu impfen. Außer in Europa wurden Impfzentren auch in Nord- und Südamerika, Afrika und Asien aufgebaut.
Impfzentren wurden unter anderem in Messehallen, Stadien und Stadthallen eingerichtet. In den Impfzentren werden Impfärzte, die sich aus niedergelassenen Ärzten und Ärzten im Ruhestand rekrutieren, und Pflegepersonal beschäftigt. Für die Terminvergabe musste man sich registrieren und sie erfolgte zunächst nach den Vorgaben der Priorisierungsgruppen, die nach Alter, Berufsgruppe und Risikogruppen zusammengestellt worden waren. Erst später wurden Termine auch an nicht priorisierte Personen vergeben. Mit weiterem Fortschritt der Impfkampagne wurden auch unangemeldete Impfungen in den Impfzentren ermöglicht.
Vor dem Betreten des Impfzentrums erfolgt manchmal eine Messung der Körpertemperatur, danach gelangt die zu impfende Person zur Anmeldung, füllt den Fragebogen aus und unterschreibt ihn. In der durch Trennwände abgeteilten Impfkabine erhält die zu impfende Person eine Aufklärung über die Impfung und dann wird die Impfung in den Oberarmmuskel gespritzt. Nach der Impfung sollte noch ein bestimmter Zeitraum (in der Regel 15 bis 30 Minuten) in einem Ruheraum oder in einem Wartebereich verweilt werden, um eventuelle zeitnahe Nebenwirkungen der Impfung abzuwarten.

### Afrika

#### Namibia
In Namibia gibt es seit Mitte 2021 bis zu 300 Impfzentren, die bedarfsmäßig angepasst werden. Hinzu kommen mobile Impfteams.

### Amerika

#### Chile
Chile richtete bis März 2021 mehr als 1.400 mobile Impfzentren auf Märkten, an Universitäten, in Stadien und als Drive-ins ein.

#### Vereinigte Staaten
In den USA gab es 39 Massenimpfzentren, die bis Ende Juni 2021 wieder geschlossen wurden.

### Asien

#### Pakistan
Pakistan baute bis Juni 2021 2.000 Massenimpfzentren auf.

#### Saudi-Arabien
Saudi-Arabien verfügte Ende September 2021 über mehr als 585 Impfzentren.

### Europa

#### Bulgarien

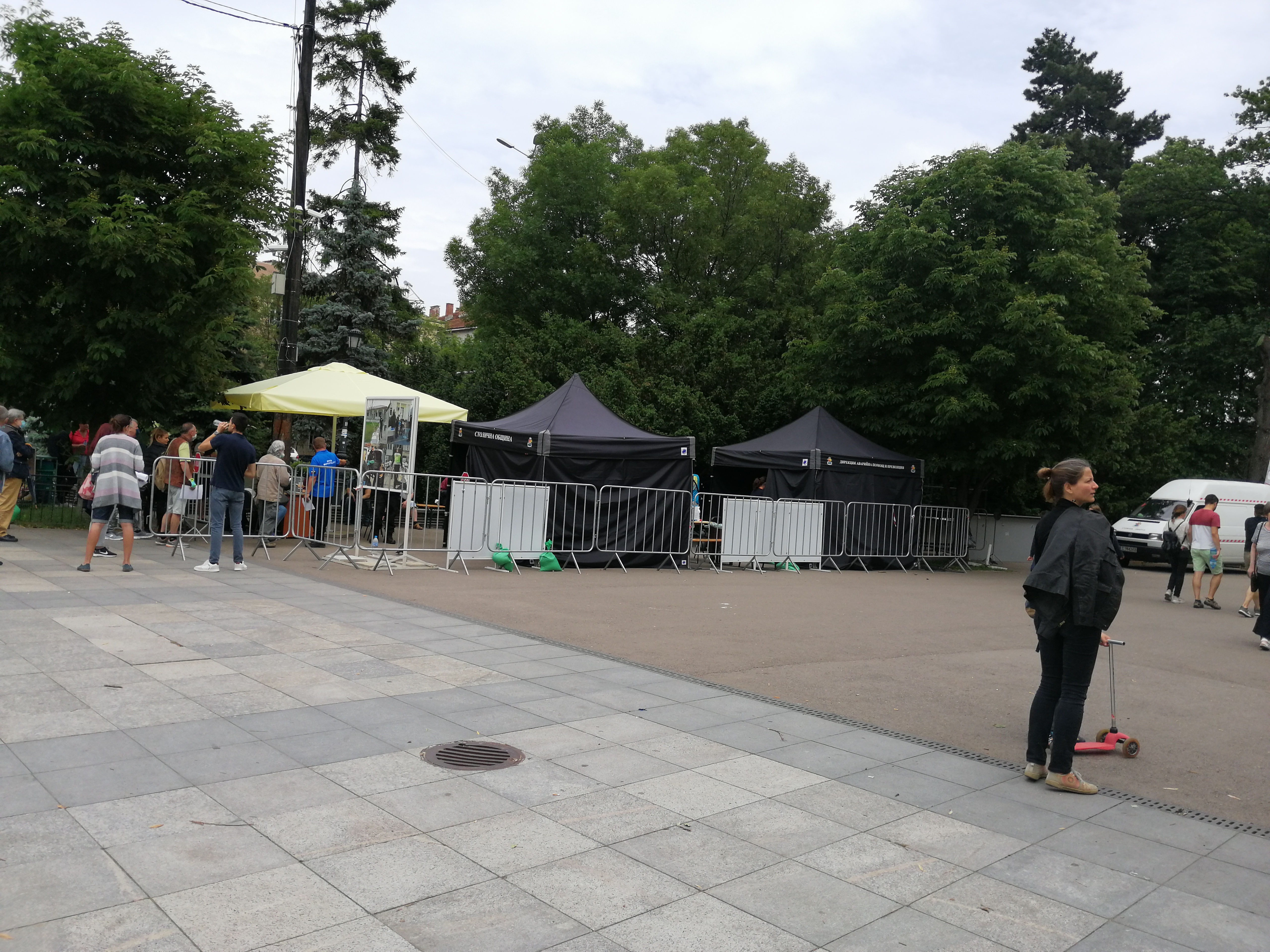
Impfzentrum in Sofia, Bulgarien

In Bulgarien konnte man sich ab Ende Februar 2021 unangemeldet und ohne Priorisierung im Impfzentrum impfen lassen. Im März 2021 wurde ein Online-Regisrierungssystem für die Anmeldung zu den Impfungen im Impfzentrum etabliert.

#### Dänemark
In Süddänemark gab es 32 Impfzentren, wovon ab 1. Oktober 2021 sieben in Odense, Svendborg, Kolding, Vejle, Esbjerg, Sonderburg und Apenrade/Rothenkrug erhalten blieben. Der Rest wurde durch mobile Impfteams ersetzt.

#### Deutschland

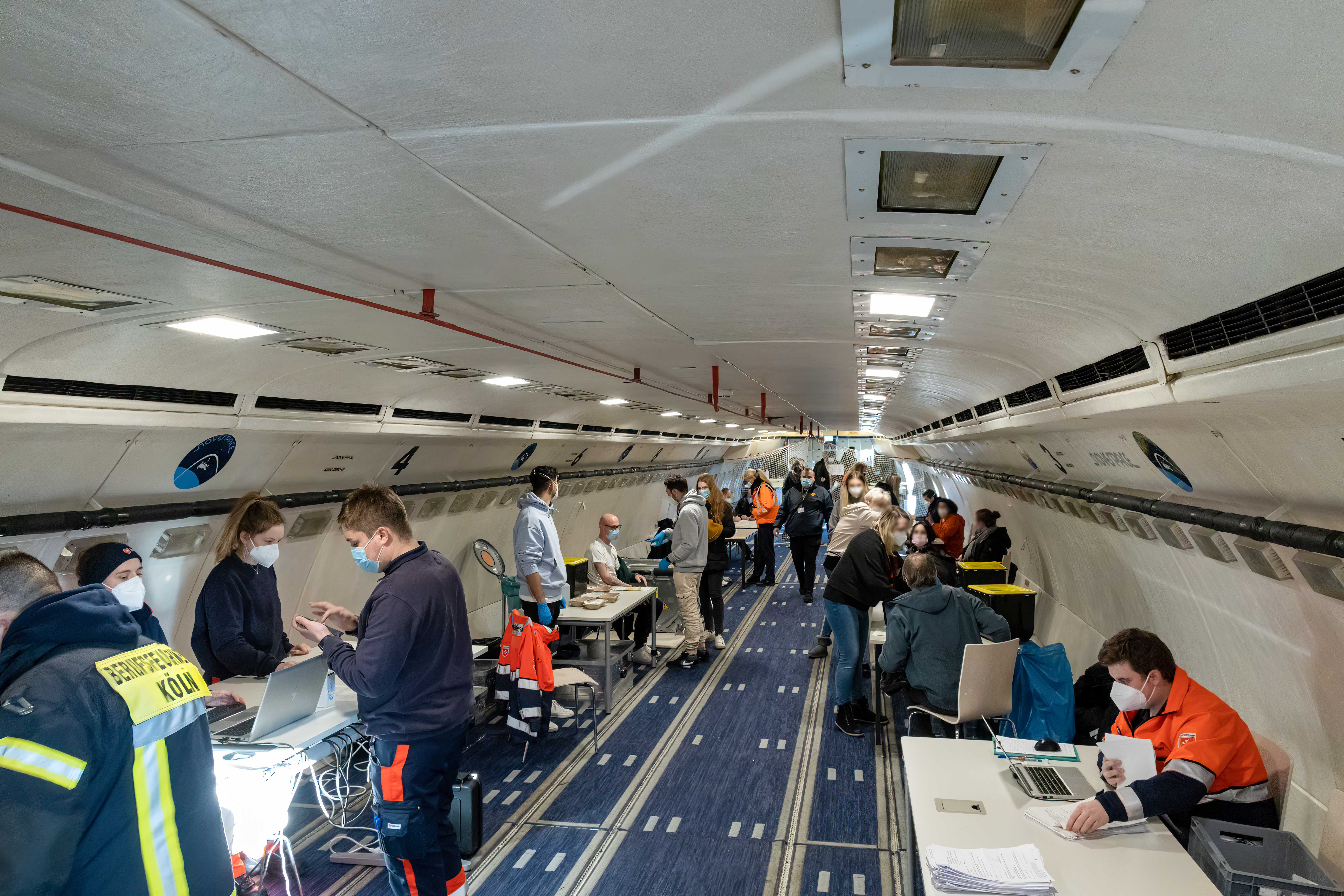
Temporäres Impfzentrum im Airbus A300 Zero-G am Flughafen Köln/Bonn im Dezember 2021

Impfzentren wurden im Jahr 2021 in Deutschland an vielen Orten eingerichtet. Bundesweit gab es über 400. Die Impfzentren entstanden in Zusammenarbeit der Landkreise und der kreisfreien Städte mit den regionalen Kassenärztlichen Vereinigungen sowie teilweise zusammen mit weiteren Partnern wie dem Deutschen Roten Kreuz oder der Bundeswehr.
In Nordrhein-Westfalen wurden alle Impfzentren, deren Betrieb monatlich 91 Mio. Euro kostete, bis Ende September 2021 geschlossen und durch koordinierende Impfeinheiten ersetzt. Auch in den meisten anderen Bundesländern wurden die Impfzentren bis zum 30. September 2021 geschlossen. Nur in Bayern (maximal ein Impfzentrum pro Landkreis und kreisfreie Stadt bis Ende April 2022), Berlin (Impfzentrum Tegel mindestens bis Januar 2022, Impfzentrum Messe mindestens bis Februar 2022, Impfzentrum ICC ab Mitte Dezember 2021 und weitere kleinere Impfstellen), Bremen (Zentrales Impfzentrum wird betrieben bis zum 22. Oktober 2021 und danach durch vier Impfstellen in Stadtteilen ersetzt), Hessen (Kreis Gießen und Messe Frankfurt) und Thüringen (Erfurt und Gera bis Ende Oktober 2021 und 29 Impfstellen) wird eine geringe Anzahl von Impfzentren über diesen Termin hinaus weiterbetrieben.
Im Spätherbst 2021 wurde in den Bundesländern wieder neue Impfzentren eingerichtet, beispielsweise in Bremen in der ehem. Sparkasse am Brill, im früheren Gebäude der Zentralbücherei am Düsseldorfer Hauptbahnhof und in der Kölner Lanxess-Arena.

#### England
In England eröffneten die ersten Impfzentren Anfang Januar 2021.  Bis Mitte Januar 2021 waren es 17 Impfzentren, in denen bis Mitte Februar 2021 15 Mio. Menschen ihre Erstimpfung erhalten sollten. Bis Ende Januar 2021 erhöhte sich die Zahl der Impfzentren auf 50.

#### Frankreich
In Frankreich wurden 1700 Impfzentren aufgebaut.

#### Italien

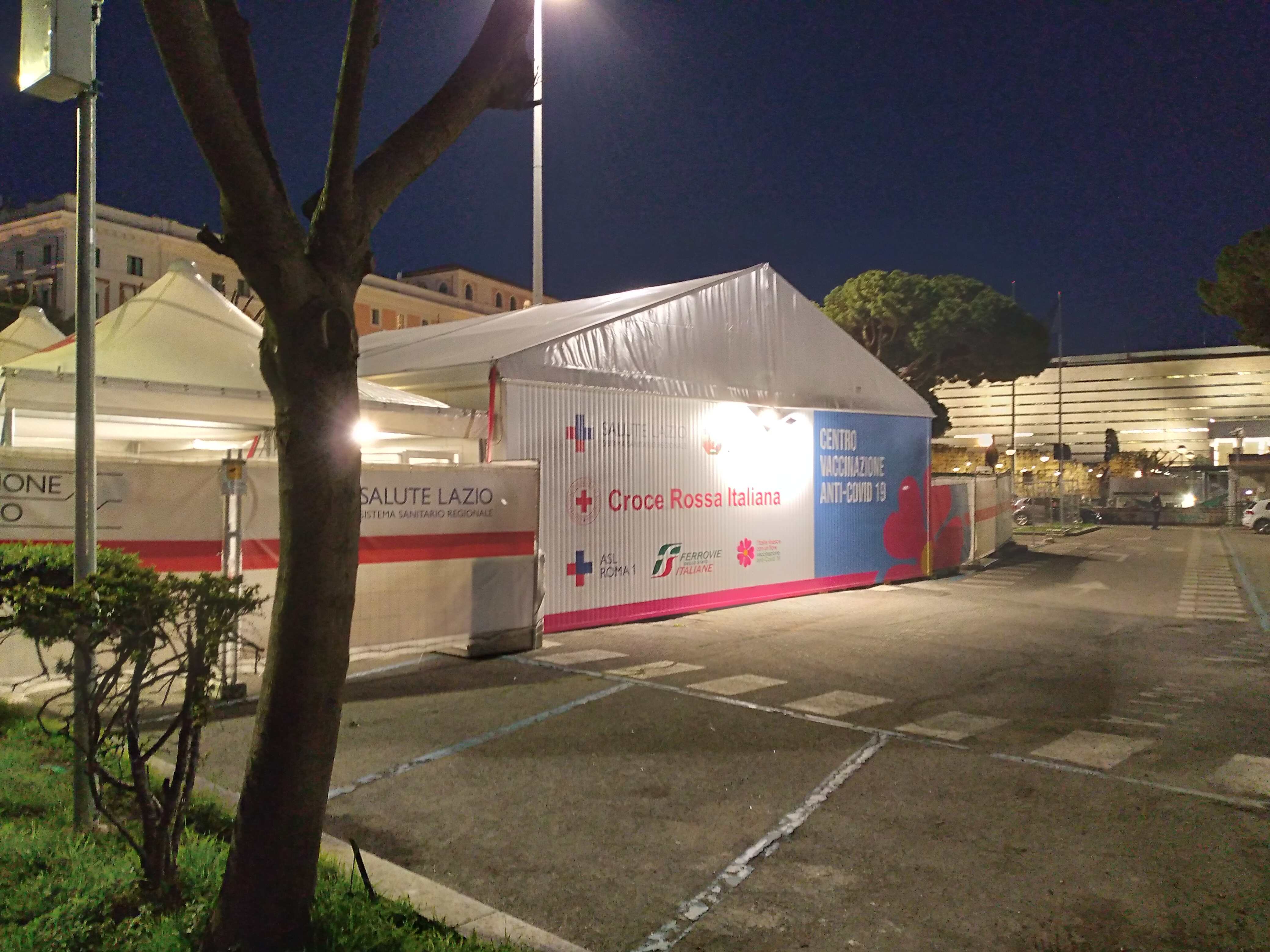
Impfzentrum in Rom am Bahnhof Roma Termini, 2021

In Italien wurden die Impfungen ab Januar 2021 in über 1000 mobilen Pop-Up-Impfzentren durchgeführt. Aufgrund der 3G-Regel für Beschäftigte in Unternehmen erlebten die Impfzentren in Italien ab Mitte September 2021 einen Ansturm und es wurden 1,8 Mio. Menschen innerhalb eines Monats geimpft.

#### Österreich

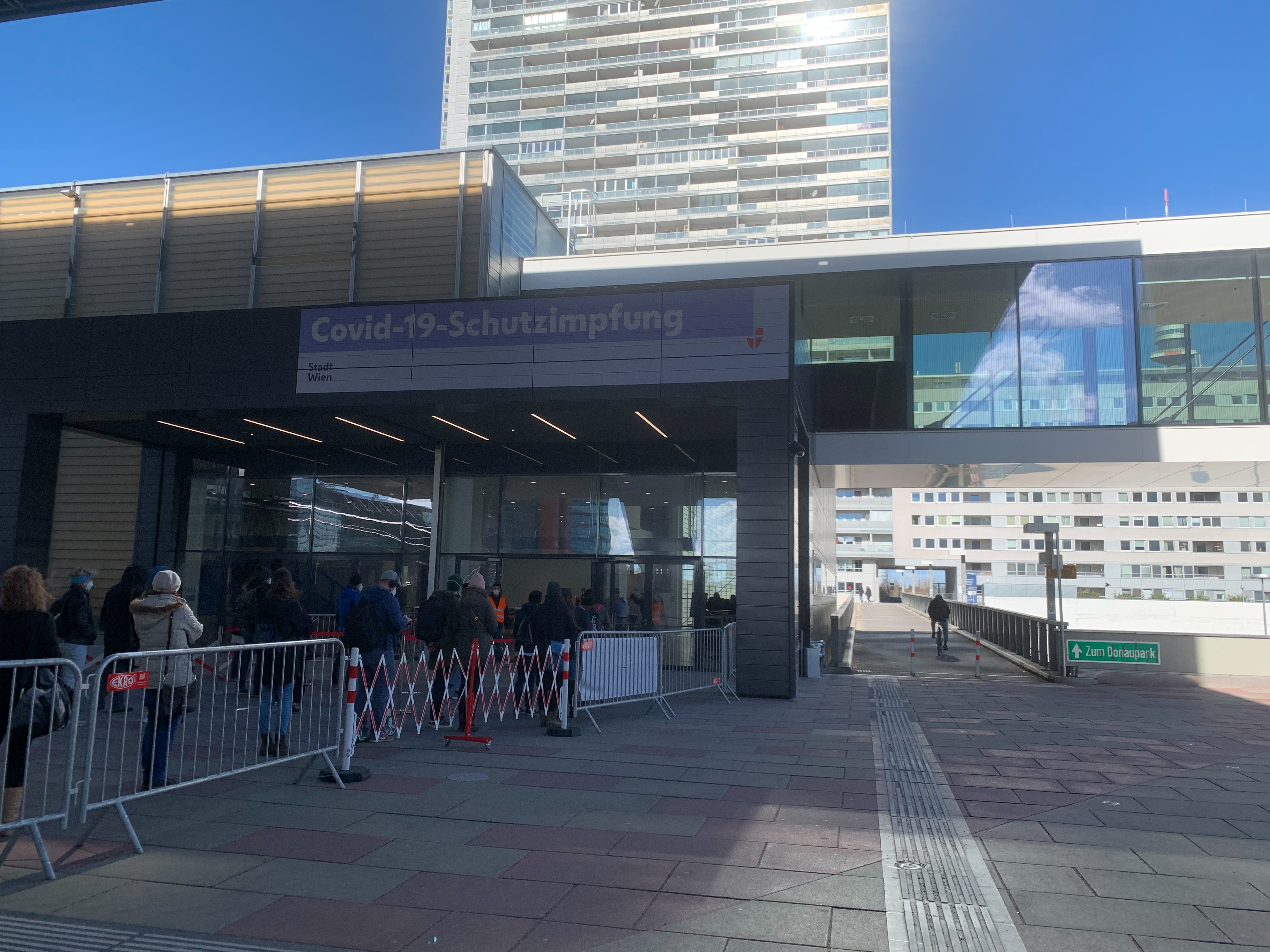
Impfzentrum Austria Center Wien, 2021

In den österreichischen Bundesländern Niederösterreich und Oberösterreich wurden die im April 2021 eingerichteten stationären Landesimpfzentren bis August 2021 wieder geschlossen und durch mobile Impfbusse ersetzt. In der Barbarakapelle des Wiener Stephansdoms wurde im August 2021 ein Impfzentrum eingerichtet. Außerdem gibt es ein Impfzentrum im Austria Center in Wien.

#### Polen
In Polen wurde am 10. Mai 2021 eine Impfung mit Wunschimpfstoff mit kurzfristiger Terminvereinbarung beim Impfzentrum für alle über 18-Jährigen ermöglicht.

#### Portugal

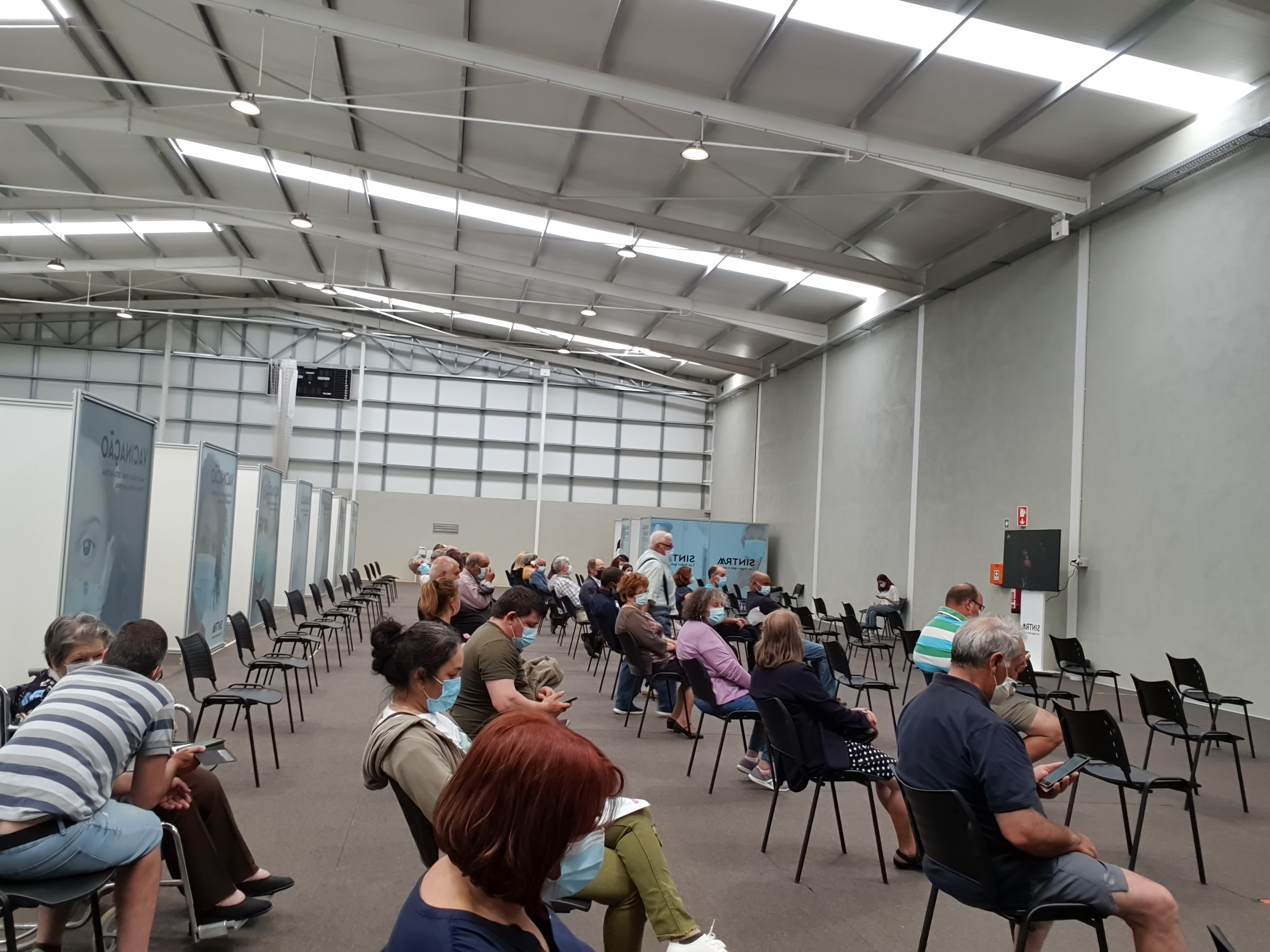
Impfzentrum in Algueirão-Mem Martins, Portugal, 2021

In Portugal wurde die Impfzentren vor allem in großen Sportanlagen eingerichtet, was von Konteradmiral Henrique Gouveia e Melo von der Portugiesischen Marine ab März 2021 organisiert wurde.

#### Rumänien

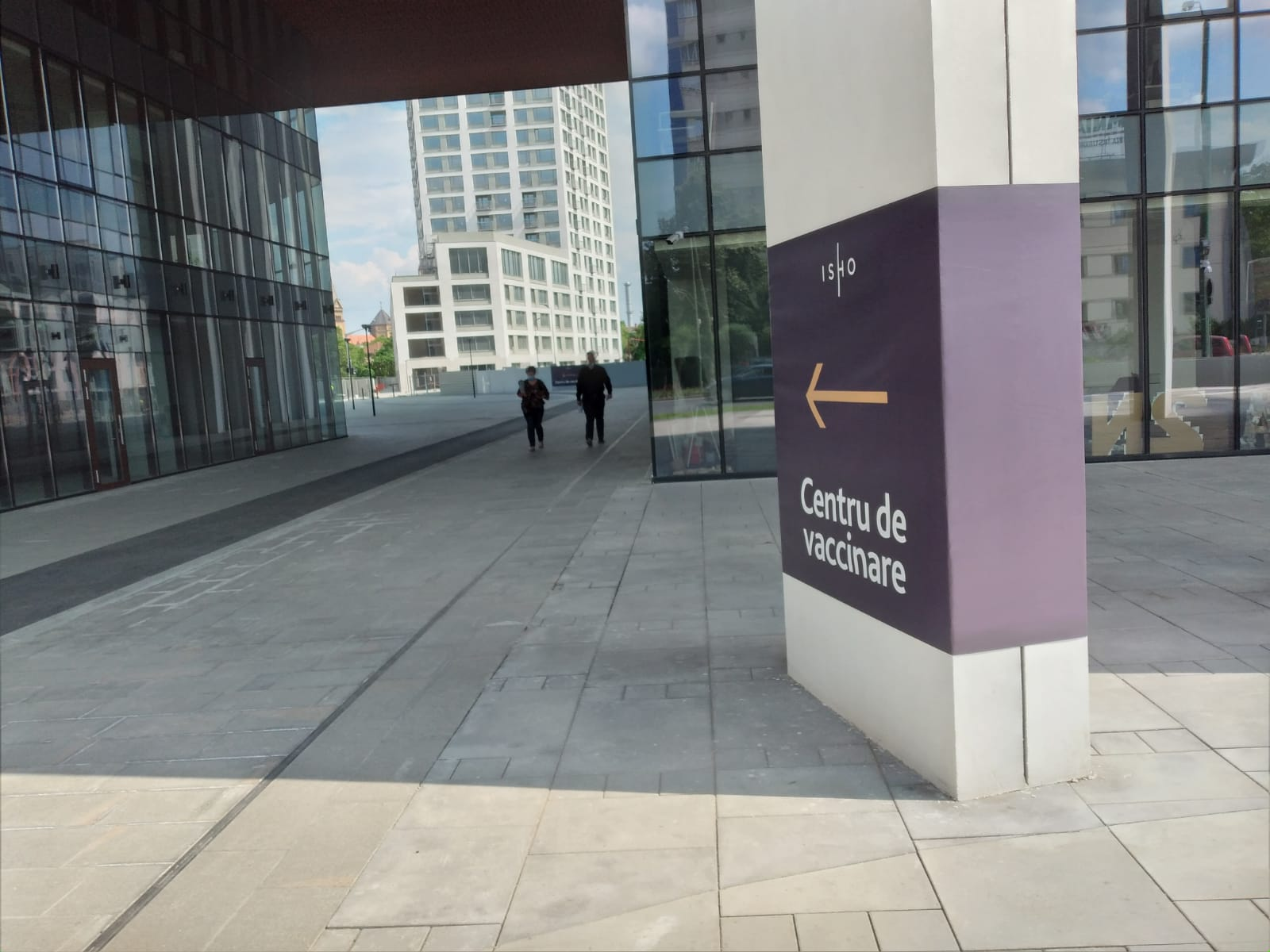
Impfzentrum in Timișoara, Rumänien

In Rumänien konnte man sich ab Anfang Mai 2021 unangemeldet und ohne Priorisierung im Impfzentrum impfen lassen. Anfang Juli 2021 wurden 117 Impfzentren mangels Nachfrage geschlossen, sodass noch 371 Impfzentren erhalten blieben.

#### Schweiz
In der Schweiz wurden kantonale Impfzentren eingerichtet.

#### Spanien
Die Impfkampagne an den 820 Impfzentren soll bis 31. Januar 2022 dauern. Ab 25. Oktober 2021 wird die Drittimpfung mit COVID-19 und die Grippeimpfung gleichzeitig an Menschen über 70 Jahren verabreicht werden und im November auf Risikogruppen, Schwangere und über 60-Jährige, Pflegepersonal, Feuerwehr und Polizei ausgedehnt werden.